# Suszno (Ukraina)
Suszno (ukr. Сушно; w latach 1946–1989 Suszne, Сушне) – wieś na Ukrainie w rejonie radziechowskim obwodu lwowskiego; położona na północny zachód od Radziechowa. W pobliżu wsi Suszno płynie rzeka Białystok. Miejscowość liczy 508 mieszkańców (2001).

## Historia
Wieś była własnością polskiej szlachty. Od XVI wieku była w posiadaniu rodu Komorowskich. Tutaj urodziła się Gertruda Komorowska
Na przełomie XVIII i XIX wieku Suszno przeszło w ręce Łączyńskich, później należało kolejno do Cetnerów, Baworowskich i Kraińskich a od 1911r. do II wojny światowej należało do Rostworowskich. Pod koniec XIX w. kolonia i leśniczówka wsi nosiła nazwę Zabawa.
W okresie II Rzeczypospolitej do 1934 wieś stanowiła samodzielną gminę jednostkową w powiecie radziechowskim w woj. tarnopolskim. W związku z reformą scaleniową została 1 sierpnia 1934 włączona do nowo utworzonej wiejskiej gminy zbiorowej Witków Nowy w tymże powiecie i województwie. Po wojnie wieś weszła w struktury administracyjne Związku Radzieckiego.
Przed 1939 rokiem wieś liczyła 1800 mieszkańców, wśród nich ok. 400 Polaków i 120 Niemców. Ci ostatni w 1940 r. wyjechali do Niemiec na podstawie umowy pomiędzy III Rzeszą i ZSRR. W styczniu 1944 r. bojówki OUN-UPA napadły na polskie zagrody, mordując 55 osób.

## Zabytki
- dwór – we wsi znajdował się dwór Komorowskich, wzniesiony na miejscu dworu obronnego z XVI wieku, posiadającego pierwotnie fosę, wały i narożne baszty. W obiekcie mieszkał Jakub Komorowski[5], starosta nowosielski, kasztelan sanocki z żoną Antoniną Pawłowską[6]. Ich córka Gertruda Komorowska[7] wyszła za mąż za Stanisława Szczęsnego Potockiego[6]. Dwór na przełomie XVIII i XIX wieku wszedł w posiadanie Łączyńskich, zmieniając wielokrotnie właścicieli. W tym okresie został również powiększony. W 1905 r. został przebudowany przez Kraińskich, a po I wojnie światowej przez Rostworowskich. Ostatnim właścicielem w 1939 był Jan Rostworowski. Zrujnowany przez II wojnę światową dwór został po wojnie rozebrany na cegłę. Wycięto także otaczający go park. W jego miejscu powstał wiejski dom kultury. Po założeniu została dawna baszta przebudowana w XIX w. na spichlerz oraz figura Matki Boskiej, przeniesiona na miejscowy cmentarz[8]. Obecnie jest to dwukondygnacyjny budynek na planie prostokąta o elewacjach ozdobionych lizenami.
- ruiny neogotyckiej kaplicy fundacji Władysława Baworowskiego[6],
- drewniana cerkiew Szymona Słupnika z ceglaną dzwonnicą z 1700 roku,
- żeliwny krzyż-kapliczka przy drodze[8],
- ruiny kaplicy katolickiej z 1906 roku wraz z krzyżem usytuowanym przed kaplicą na którym znajduje się napis "Jeżeli ktoś zniszczy świątynię Boga, tego zniszczy Bóg. Świątynia Boga jest świętą, a wy nią jesteście" (1 Kor 3:16).